# 1. Liga (Polen) 2022/23
Die 1. Liga 2022/23, aus Sponsorengründen auch Fortuna I-Liga genannt, war die 75. Spielzeit der zweithöchsten polnischen Fußball-Spielklasse der Herren. Sie begann am 15. Juli 2022 und endete am 3. Juni 2023.
Absteiger aus der Ekstraklasa waren Bruk-Bet Termalica Nieciecza, Wisła Krakau und Górnik Łęczna. Aufsteiger aus der dritten polnischen Liga waren Stal Rzeszów, Chojniczanka Chojnice und Ruch Chorzów.

## Modus
Die 18 Mannschaften spielten an 34 Spieltagen jeweils zweimal gegeneinander; einmal zuhause und einmal auswärts. Der Tabellenerste und -zweite stiegen direkt in die Ekstraklasa auf. Die Teams auf den Plätzen drei bis sechs ermittelten in den Play-offs den dritten Aufsteiger. Die drei letzten Teams stiegen ab.

## Teilnehmer
An der 1. Liga 2022/23 nahmen folgende 18 Mannschaften teil:
| Verein                       | Stadt         | Stadion                     | Kapazität |
| ---------------------------- | ------------- | --------------------------- | --------- |
| Arka Gdynia                  | Gdynia        | Stadion Miejski             | 15.1390   |
| Podbeskidzie Bielsko-Biała   | Bielsko-Biała | Stadion Miejski             | 15.2920   |
| Bruk-Bet Termalica Nieciecza | Nieciecza     | Stadion Bruk-Bet            | 4.595     |
| Chojniczanka Chojnice        | Chojnice      | Stadion Miejski             | 3.500     |
| Chrobry Głogów               | Głogów        | Chobry Stadion              | 2.817     |
| CWKS Resovia                 | Rzeszów       | Resovia-Stadion             | 3.420     |
| GKS Tychy                    | Tychy         | Stadion Miejski             | 15.1500   |
| Górnik Łęczna                | Łęczna        | Górnik-Łęczna-Stadion       | 7.200     |
| ŁKS Łódź                     | Łódź          | ŁKS-Stadion                 | 5.700     |
| Odra Opole                   | Opole         | Stadion Miejski             | 5.500     |
| Puszcza Niepołomice          | Niepołomice   | Stadion Miejski             | 2.118     |
| GKS Katowice                 | Katowice      | GKS Katowice-Stadion        | 9.511     |
| Ruch Chorzów                 | Chorzów       | Stadion Miejski             | 9.300     |
| Sandecja Nowy Sącz           | Nowy Sącz     | Ojciec-Władysław-Augustynek | 7.000     |
| Stal Rzeszów                 | Rzeszów       | Stadion Miejski             | 12.7000   |
| Wisła Krakau                 | Krakau        | Henryk-Reyman-Stadion       | 33.3260   |
| Zagłębie Sosnowiec           | Sosnowiec     | Stadion Ludowy              | 5.500     |
| Skra Częstochowa             | Częstochowa   | GIEKSA Arena                | 5.264     |

## Abschlusstabelle
| Pl. | Verein                           | Sp. | S  | U  | N  | Tore    | Diff. | Punkte |
| --- | -------------------------------- | --- | -- | -- | -- | ------- | ----- | ------ |
| 1.  | ŁKS Łódź                         | 34  | 19 | 9  | 6  | 058:360 | +22   | 66     |
| 2.  | Ruch Chorzów (N)                 | 34  | 17 | 11 | 6  | 048:330 | +15   | 62     |
| 3.  | Bruk-Bet Termalica Nieciecza (A) | 34  | 16 | 13 | 5  | 055:370 | +18   | 61     |
| 4.  | Wisła Krakau (A)                 | 34  | 18 | 6  | 10 | 061:380 | +23   | 60     |
| 5.  | Puszcza Niepołomice              | 34  | 16 | 10 | 8  | 049:360 | +13   | 58     |
| 6.  | Stal Rzeszów (N)                 | 34  | 14 | 9  | 11 | 056:430 | +13   | 51     |
| 7.  | Podbeskidzie Bielsko-Biała       | 34  | 12 | 13 | 9  | 039:320 | +7    | 49     |
| 8.  | Arka Gdynia                      | 34  | 13 | 9  | 12 | 056:450 | +11   | 48     |
| 9.  | Chrobry Głogów                   | 34  | 12 | 10 | 12 | 044:530 | −9    | 46     |
| 10. | GKS Katowice                     | 34  | 10 | 14 | 10 | 041:390 | +2    | 44     |
| 11. | Zagłębie Sosnowiec               | 34  | 10 | 12 | 12 | 033:430 | −10   | 42     |
| 12. | Górnik Łęczna (A)                | 34  | 9  | 13 | 12 | 040:450 | −5    | 40     |
| 13. | GKS Tychy                        | 34  | 10 | 9  | 15 | 046:520 | −6    | 39     |
| 14. | CWKS Resovia                     | 34  | 9  | 11 | 14 | 043:510 | −8    | 38     |
| 15. | Odra Opole                       | 34  | 10 | 7  | 17 | 039:480 | −9    | 37     |
| 16. | Skra Częstochowa                 | 34  | 9  | 4  | 21 | 018:490 | −31   | 31     |
| 17. | Chojniczanka Chojnice (N)        | 34  | 5  | 12 | 17 | 035:570 | −22   | 27     |
| 17. | Sandecja Nowy Sącz               | 34  | 5  | 12 | 17 | 028:540 | −26   | 27     |

Platzierungskriterien: 1. Punkte – 2. Direkter Vergleich (Punkte, Tordifferenz, geschossene Tore) – 3. Tordifferenz – 4. geschossene Tore

| (A) | Absteiger aus der Ekstraklasa 2021/22 |
| (N) | Aufsteiger aus der 2. Liga 2021/22    |

## Play-offs

### Halbfinale
| Datum      |                              | Ergebnis |                     |
| ---------- | ---------------------------- | -------- | ------------------- |
| 06.06.2023 | Bruk-Bet Termalica Nieciecza | 2:0      | Stal Rzeszów        |
| 06.06.2023 | Wisła Krakau                 | 1:4      | Puszcza Niepołomice |

### Finale
| Datum      |                              | Ergebnis  |                     |
| ---------- | ---------------------------- | --------- | ------------------- |
| 11.06.2023 | Bruk-Bet Termalica Nieciecza | 2:3 n. V. | Puszcza Niepołomice |

## Torschützenliste
| Pl. | Name              | Mannschaft                 | Tore |
| --- | ----------------- | -------------------------- | ---- |
| 01. | Karol Czubak      | Arka Gdynia                | 21   |
| 02. | Luis Fernández    | Wisła Krakau               | 20   |
| 03. | Kamil Biliński    | Podbeskidzie Bielsko-Biała | 16   |
| 03. | Goku              | Podbeskidzie Bielsko-Biała | 16   |
| 03. | Pirulo            | ŁKS Łódź                   |      |
| 06. | Daniel Szczepan   | Ruch Chorzów               | 14   |
| 07. | Damian Michalik   | Stal Rzeszów               | 10   |
| 08. | Mateusz Czyżycki  | GKS Tychy                  | 09   |
| 08. | Omran Haydary     | Arka Gdynia                | 09   |
| 08. | Marek Mróz        | CWKS Resovia               | 09   |
| 08. | Andreja Prokić    | Stal Rzeszów               | 09   |
| 08. | Szymon Skrzypczak | Chojniczanka Chojnice      | 09   |
| 08. | Szymon Sobczak    | Zagłębie Sosnowiec         | 09   |